# Peter Rufai
Peter Rufai (Lagos, 1963. augusztus 24. – 2025. július 3.) Afrikai nemzetek kupája győztes nigériai válogatott labdarúgókapus.
A nigériai válogatott tagjaként részt vett az 1984-es, az 1988-as és az 1994-es afrikai nemzeteke kupáján, az 1995-ös konföderációs kupán, illetve az 1994-es és az 1998-as világbajnokságon.

## Sikerei, díjai
Nigéria
- Afrikai nemzetek kupája győztes (1): 1994